# Peter Calentyn

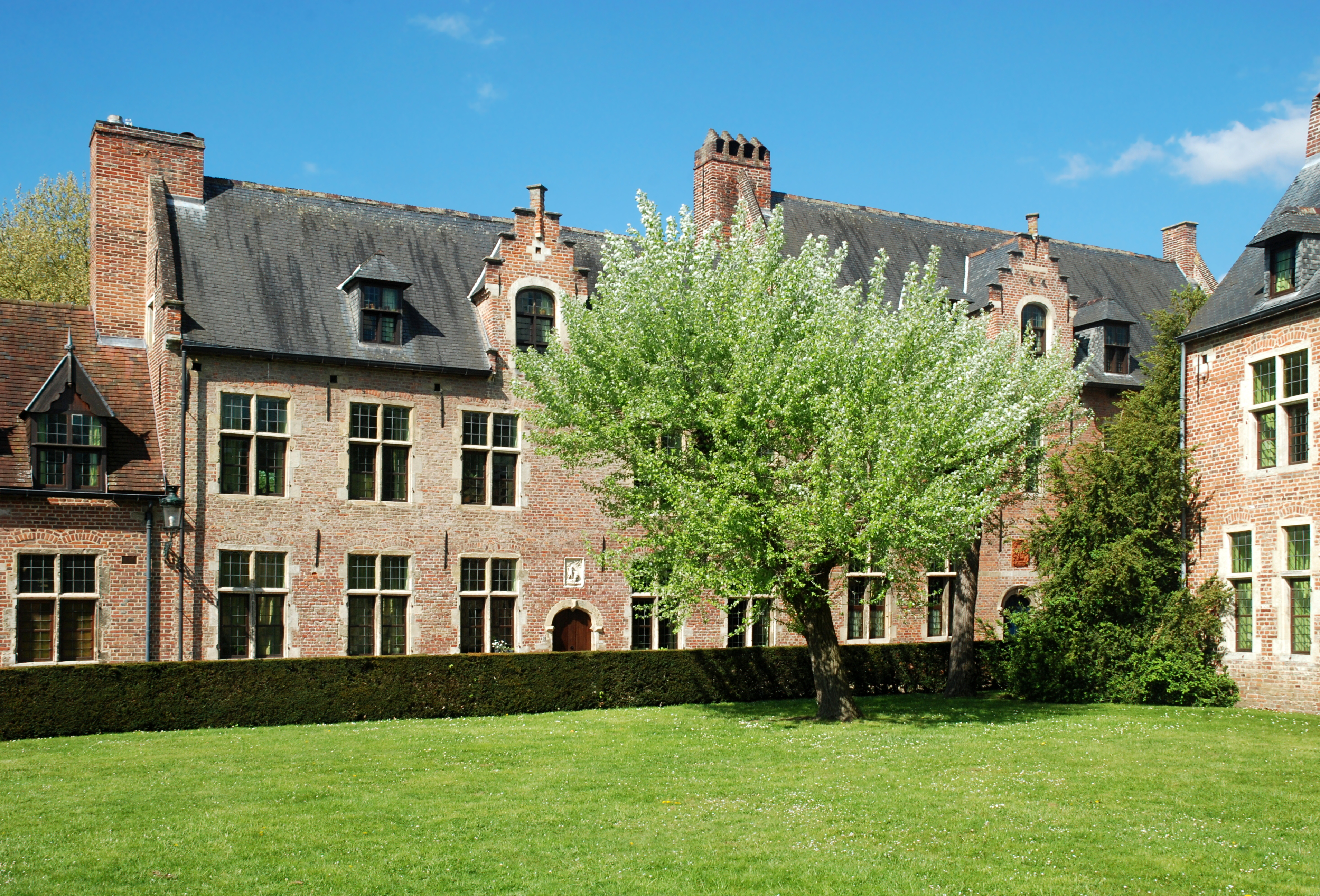
Groot-Begijnhof in Leuven. Hier was Calentyn kapelaan.

Peter Calentyn (hertogdom Brabant 16e eeuw – Leuven, circa 1570) was een kerkelijk schrijver in het hertogdom Brabant in de Habsburgse Nederlanden.

## Levensloop
Calentyn was afkomstig uit Leuven of een andere plaats in het hertogdom Brabant. Hij studeerde aan de oude universiteit van Leuven, waar hij het diploma behaalde van magister in de Artes of vrije kunsten. Mogelijks combineerde hij dit met een lagere wijding in de Rooms-Katholieke Kerk. Halfweg de 16e eeuw werd hij kapelaan in het Groot Begijnhof in Leuven. Hij besteedde veel tijd aan het schrijven van geestelijke boeken met als doel de devotie van de gelovigen te stimuleren. Hiertoe maakte hij gebruik van de volkstaal (en niet van het Latijn) zodat hij zich rechtstreeks tot een groot lezerspubliek kon richten. In de geest van de contra-reformatie benadrukte hij het gebed, de eucharistie en geestelijke oefeningen zoals een denkbeeldige reis naar het Heilig Land.
Zijn testament van 1563 is beschreven. Zijn sterfdatum moet rond het jaar 1570 zijn.

## Werken
- Een boecxken van dickmael thoochweerdighe Sacrement te nutten ghemaeckt by den weerdighen heere Christoffel Madridium, nu overgheset ut den latyne by M. Peeter Calentyn. 1e druk bij Peeter Zangre te Leuven in 1560.
- Een devote maniere om gheestelycke Pelgrimagie te trecken tot den heylighen lande, ghemaeckt by wylen heer Jan Pascha, ende int licht gebrocht door M Peeter Calentyn. 1e druk bij Hieronymus Welle te Leuven in 1562.
- Den Cruysganck tot den bergh Calvarien utgegheven by heer Pieter Calentyn. 1e druk by Hieronymus Welle in 1568.
- De seven ghetyden van die eewighe wysheyt, van over CC jaren in schrifte achterghelaten by den devoten en eerw. heere Hendrik Suso, ut den latyne overgheset door M. P. Calentyn. 1e druk bij Hieronymus Welle in 1572 (mogelijks postuum).
- Daghelycksche meditatien ende oeffeninghen, eerst ghemaeckt by D. Petrum Canisium, pr. Der Societeyt Jesu, ende overgheset int. Duytsche by M. P. Calentyn. 1e druk bij Jan Maes, te Leuven, in 1602 (postuum).
- Tractaetken van het Cribbeken voor het Kindeken Jesus, ghemaeckt door M. P. Calentyn, op deze woorden: Puer natus est nobis. 1e druk bij Joseph Coppens, te Leuven, in 1649 (postuum).